# Мещёра (Нижегородская область)
Мещёра — деревня в Павловском районе Нижегородской области.
Название деревни происходит от финно-угорского племени меще́ра, обитавшего некогда в низовьях Оки.
Входила в состав Чмутовского сельсовета, в 2009 году при объединении муниципальных образований вошла в состав городского поселения город Горбатов.

## Известные уроженцы
Мещёра — родина писателя А. И. Патреева (1900—1974) — автора книг «Глухая рамень», «Инженеры», «От Волги до Енисея» и др.